# قصه پریا
قصه پریا با نام اولیه پازل فیلمی به کارگردانی فریدون جیرانی، نویسندگی رحمان سیفی‌آزاد و لیلا لاریجانی و تهیه‌کنندگی مرتضی شایسته محصول سال ۱۳۸۸ است. فیلمبرداری این فیلم از جمعه ۱۸ دی در غرب تهران آغاز شده بود.

## خلاصه داستان
حدیث مسرور (باران کوثری) در لابلای خاطرات پسرعموی خود سیاوش مسرور (مصطفی زمانی) با دختر جوانی به نام سروین فروزش (مهناز افشار) مواجه می‌شود که زندگی هر دوی آن‌ها را دستخوش تغییر قرار می‌دهد..

## بازیگران
- مهناز افشار در نقش سروین فروزش
- مصطفی زمانی در نقش سیاوش مسرور
- باران کوثری در نقش حدیث مسرور
- ستاره اسکندری در نقش ناهید مشرقی
- آهو خردمند در نقش میمنت
- بیژن امکانیان در نقش هادی مسرور
- مهناز انصاریان
- شراره دولت‌آبادی
- رسول توکلی
- حبیب‌الله ثامنیه
- علی‌اصغر طبسی
- حسین مسلمی
- علی آقایی
- علی کاظمی
- رضا عباسی
- لیلا عباسی